# Lauri Koskela
Lauri Koskela (Lapua, Ostrobótnia do Sul, 16 de maio de 1907 — São Petersburgo, 3 de agosto de 1944) foi um lutador de luta greco-romana finlandês.

## Carreira
Foi vencedor da medalha de ouro na categoria de 61-66 kg em Berlim 1936.
Foi vencedor da medalha de bronze na categoria de 56-61 kg em Los Angeles 1932.